# Stephen Melamed

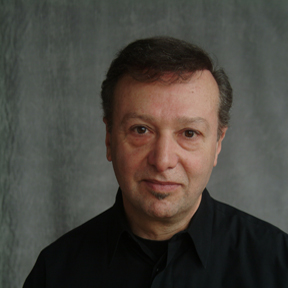
Stephen Melamed

Stephen Melamed (* 1. März 1951 in New York) ist ein US-amerikanischer Industriedesigner und Privatdozent für Design, interdisziplinäre Produktpolitik und -entwicklung an der University of Illinois at Chicago.

## Akademische Karriere
Stephen Melamed ist Mitglied der Industrial Designers Society of America (IDSA). Er begann sein Studium der theoretischen Physik an der Universität Boston und schloss es an der Universität von Illinois in Chicago mit einem Master mit Schwerpunkt Industriedesign ab. Er studierte bei dem Designer und Autor Werner Graeff. Die Foundation National Endowment for the Arts & Humanities ernannte ihn zu einem Design Fellowship und er bekam ein Förderungstipendium der R. Buckminster Fuller Foundation.
Er schrieb By Design: Museum Environments for All und trat bei der Ersten Internationalen Interdisziplinären Design Konferenz im UN-Center in New York als Redner auf.

## Berufliche Aktivitäten

### Tres Design Group
Stephen Melamed ist Geschäftspartner und -führer der Design- und Consultinggesellschaft Tres Design Group in Chicago. Sie wurde vor 30 Jahren mit seinem Geschäftspartner, dem Pariser Designer Luc Heiligenstein, gegründet. Außerdem ist er als zertifizierter LSP-Moderator (Lego Serious Play) tätig. Sein Design- und Consultingkabinett in Chicago beschäftigt sich mit den unterschiedlichsten Bereichen des Produktdesigns, die von der Büroausstattung bis hin zu medizinischen Geräten reichen. Er kollaboriert unter anderen mit internationalen Marken und Firmen.

### Lehr- und Forschungstätigkeiten
Neben seiner praxis- und innovationsorientierten Tätigkeit als Designer lehrt Stephen Melamed als Privatdozent an der University of Illinois Chicago.
Er gehört zu den drei Professoren, die den IPD-Kurs (Interdisciplinary Product Development) entworfen und umgesetzt haben, der von der Fachpresse, u. a. von BusinessWeek (August 2007), als eines der Top-60-Hochschulprogramme in der Welt für diesen Bereich bezeichnet wurde. Er gehörte der Gruppe der Professoren und Dozenten an, die das UIC Innovation Center in Zusammenarbeit mit Motorola gründeten haben. Er ist Mitbegründer des gemeinnützigen AIGA-Vereins, Design For Democracy (D4D), in dessen Vorstand er lange mitwirkte. Stephen Melamed verfasste zahlreiche Publikationen und Abhandlungen und tritt weltweit bei Konferenzen über die verschiedensten Themen mit Schwerpunkt auf Innovation, Forschung, nachhaltiges Design und interdisziplinäre Produktentwicklung auf.

## Designpreise und Auszeichnungen
- Red Dot Award
- Benelux Event Award
- Good Design
- IDEA-Silbermedaille
- 2010: Design Intelligence ernannte ihn unter dem Top 25 der «Design Educators» in den USA.[11]
- 2011: Midwest Educator of the Year by the Industrial Designers Society of America[12]
- 2016: Stephen Melameds Arbeit wurde 2016 durch die Ernennung zum Fellow der IDSA Academy an der IDSA Internationalen Konferenz 2016 gewürdigt[13].

Die Academy verleiht diesen Titel den ihrigen Mitgliedern, die der Gesellschaft und dem Designerberuf besondere und anerkannte Dienste erwiesen haben.
Das Archiv seines persönlichen Lebenswerks und seiner Firma Tres Group Design, die er zusammen mit dem Franzosen Luc Heiligenstein mitgegründet hat, in die Special Collections der Universitätsbibliothek Chicago, Illinois, aufgenommen.
Die Arbeiten und Erfindungen von Tres Design Group wurden in folgenden Museen ausgestellt:
- Centre Pompidou in Paris,
- Chicago Athenaeum Museum of Architecture and Design,
- Museum of Modern Art, New York

## Patente der Tres Design Group seit 1998
Stephen Melamed ist seit 1984 Miterfinder von über 60 Patenten. Der genaue Steckbrief des Gegenstandes ist auf der Webseite des United States Patent and Trademark Office zugänglich.

## Privates
Er und sein älterer Bruder wurden in dem traditionellen jüdischen Glauben erzogen. Sein heute verstorbener Vater aus Russland und seine Mutter aus dem polnischen Random sind beide Überlebende des Holocaust. Nach der Trennung bei der Deportation begegneten sie sich zufälligerweise in Stuttgart und entschieden sich, in die USA zu emigrieren, um dort ein neues Leben anzufangen. Stephen Melameds Mutter nahm im Alter von 93 Jahren an den Zeitzeugeninterviews der 1994 von Steven Spielberg gegründeten Survivors of the Shoah Visual History Foundation teil.
Stephen Melamed heiratete am 14. Dezember 1985 Meeyoung Chung, Senior-Graphikdesignerin bei dem renommierten Studio\lab in Chicago.
Er lebt heute in Chicago und hat zwei Söhne, Maximilian und Aaron. Er übernahm seit 2001 die Patenschaft eines der Lost Boys of Sudan, Justin Golick Dobo.